# 琉球民族独立综合研究学会
琉球民族独立综合研究学会（英語：The Association of Comprehensive Studies for Independence of the Lew Chewans）是一个主張琉球独立的组织，由日本国冲绳县当地政治家、大学教授、社会活动家以及市民团体成员，在2013年5月15日下午在冲绳縣成立。
該學會由沖繩縣石垣島出身的龍谷大學教授松島泰勝和沖繩國際大學副教授友知政樹等人組織發起，探讨琉球独立的可能性，並只限琉球族人加入，拒絕日本人（大和人）加入。“琉球民族独立综合研究学会”于5月15日下午在冲绳县政府举行记者会，然后在冲绳的大学里举行成立大会。现有会员100多人。早在4月27日，该学会的筹备会就主办了“思考琉球主权国际研讨会”，当时大约300多人参加研讨会。该学会的目标是积极吸纳会员并逐步发展为地方政党，然后在恰当时候向联合国“脱离殖民地化特别委员会”申诉独立请求。

## 學會的主張
該學會主張琉球民族是一個獨立的民族，琉球是獨立國家，1879年被日本強行併合。之後琉球成為日本及美國的殖民地，兩國政府皆歧視、剝削、支配琉球人，日本透過犧牲琉球來換取和平，但琉球依然時刻受到戰爭威脅，琉球人有權自決前途，脫離日本，並撤去他國之軍事基地，與世界各國建立友好關係，實現和平的「甘世」。他們認為釣魚臺列嶼（日本稱尖閣諸島）是琉球歷史的一部份，反對日本把釣魚台國有化，認為任何一方宣示主權皆會引起戰爭，因此各方應分享島嶼和海權。

## 冲绳的民意
自称琉球族的日本社民党国家对策委员长、众议院议员照屋宽德，对该学会表示支持，他于学会成立当天，在他的博客上发表文章，标题是《终于要从大和走向独立了》，内容声称：“冲绳还是独立的好。明治以来的近现代史中，冲绳总是受到当时政权的歧视。即使现在，冲绳人也没有被看成日本国民。”
冲绳当地媒体《琉球新报》在5月15日发表社论，文章内容称：经历了日本政府强行配置MV-22鱼鹰運輸机一事后，冲绳民意以及自主决定权希望被尊重的意愿越来越多；“琉球民族独立综合研究学会”的成立即代表了这种趋势。

## 外部連結
- 官方網站 （页面存档备份，存于）